# Премія Елі Картана
Пре́мія Е́лі Карта́на (фр. Prix Élie Cartan) — премія з математики, яку присуджує щотрироки Французька академія наук разом з Фундацією Елі Картана науковцям-математикам, які розв'язали якісь складні задачі. Премію названо на честь французького математика Елі Жозефа Картана, заснована у 1980 році. Сума винагороди становила у 2022 році 1500 євро.

## Лауреати
Список лауреатів премії:
- 1981: Денніс Салліван
- 1984: Михайло Громов
- 1987: Йоханнес Шестранд[en]
- 1990: Жан Бурген
- 1993: Кліффорд Таубес[en]
- 1996: Дон Цагір[en]
- 1999: Лоран Клозель[en]
- 2002: Жан-Бенуа Бост[en]
- 2006: Еммануель Ульмо[en]
- 2009: Рафаель Рук’є[en][3]
- 2012: Френсіс Браун[de][4][5]
- 2015: Анна Ершлер[en][6][7]
- 2018: Вінсент Піллоні[en][8][9]
- 2022  Ромен Дюжарден[fr][2]